# Backhousia citriodora
Backhousia citriodora F.Muell., conocida como mirto limón (lemon myrtle), es una planta con flor de la familia Myrtaceae, género Backhousia. Es endémica de los bosques lluviosos subtropicales del este y sudeste de Queensland, Australia, con una distribución natural desde Mackay a Brisbane. Otros nombres comunes son  lemon scented myrtle (mirto aroma de limón), lemon scented ironwood (corteza de hierro aroma de limón).

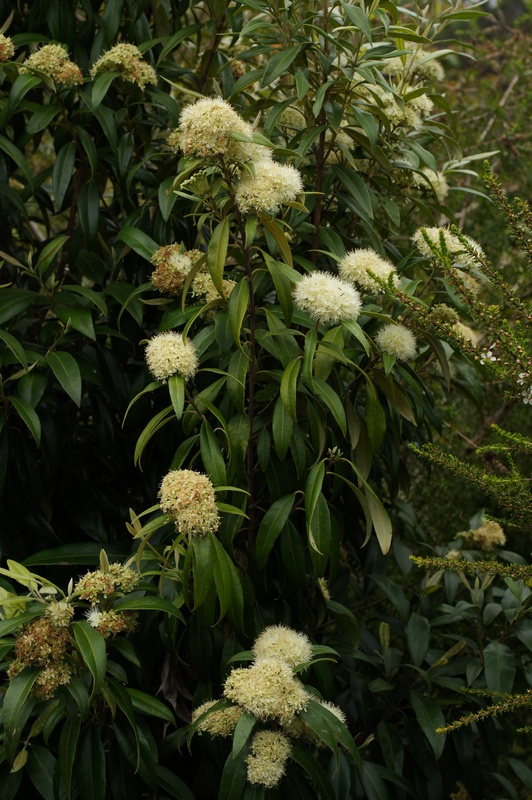
Vista de la planta

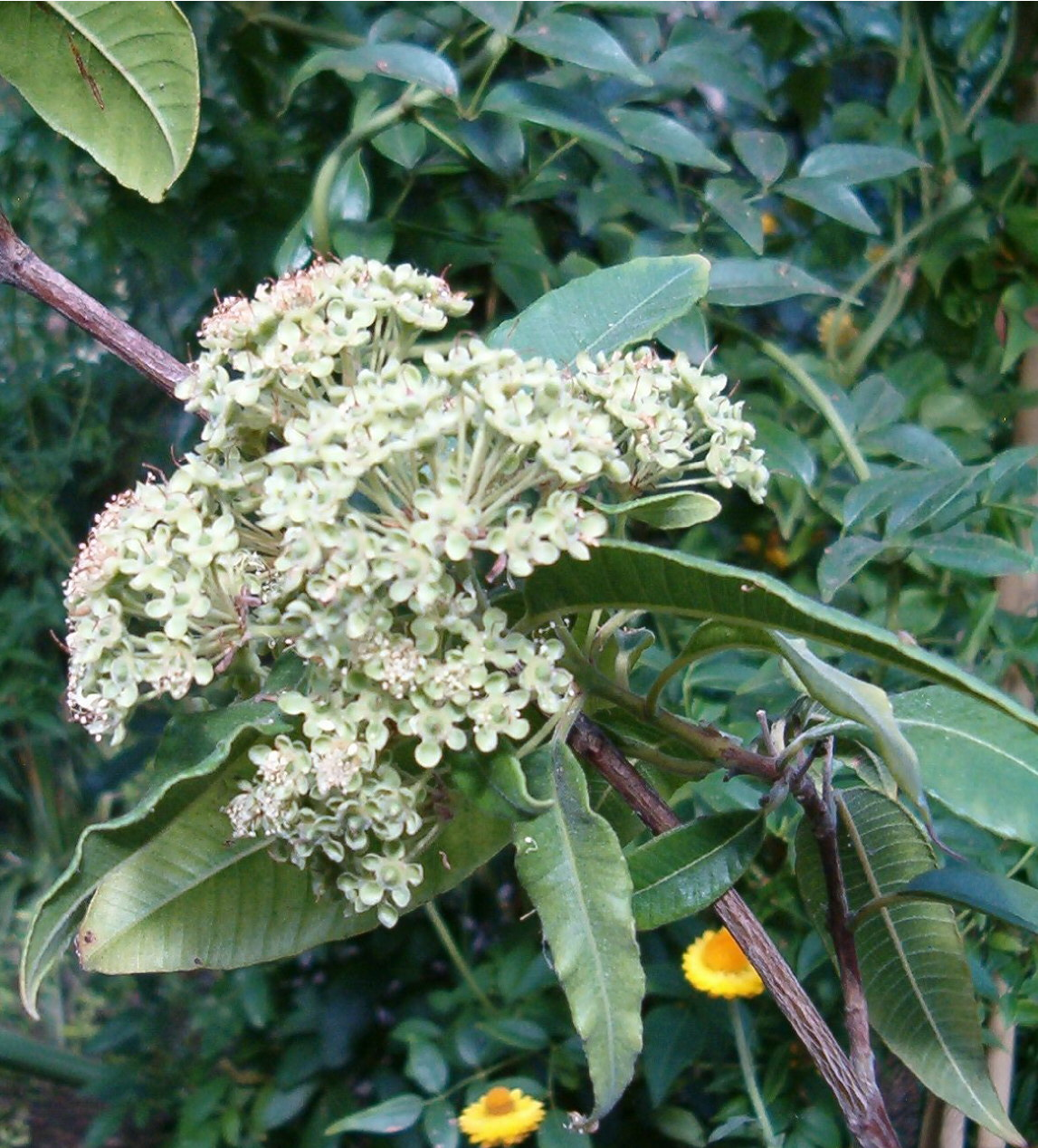
Flores

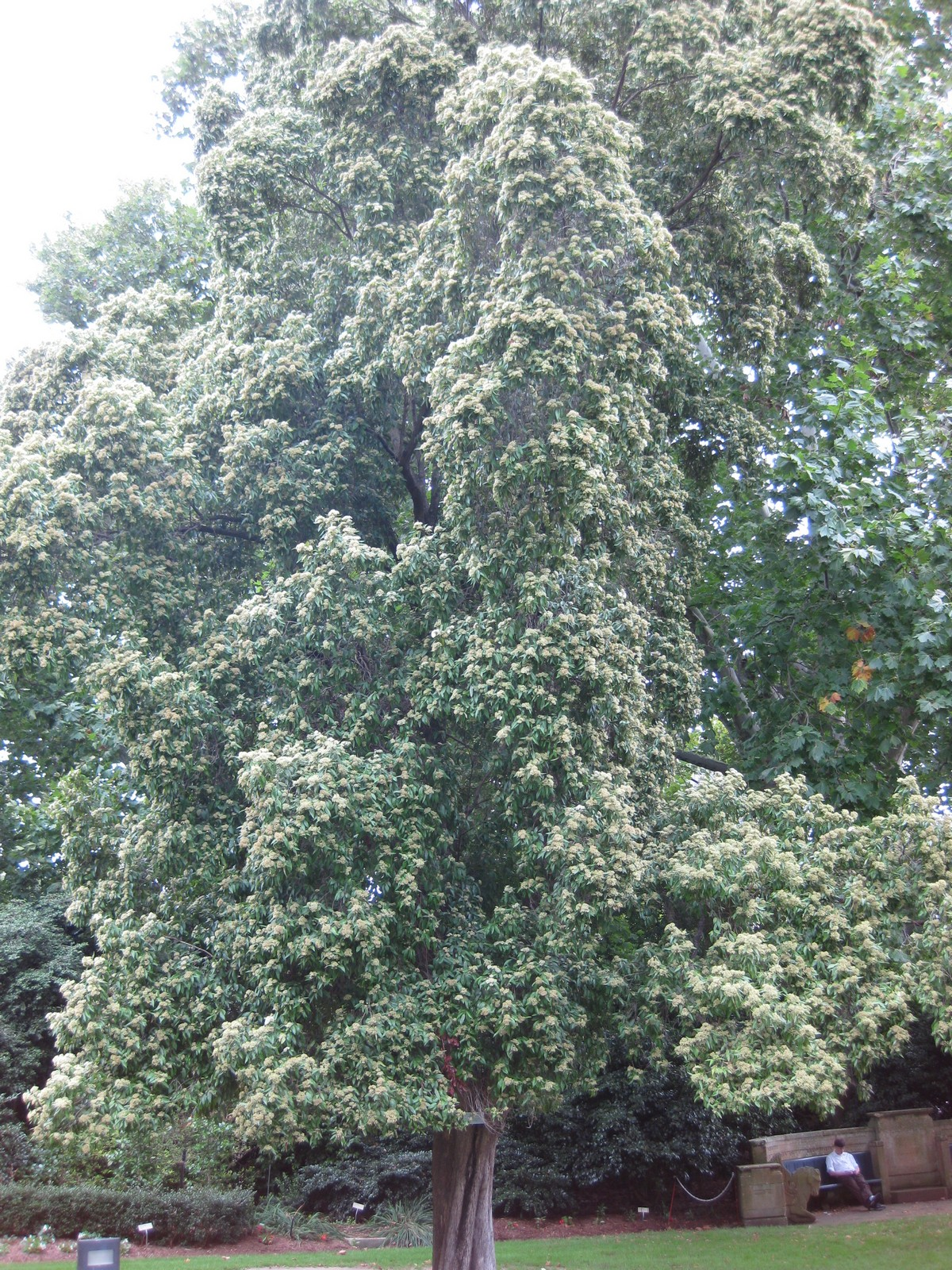
Vista del árbol

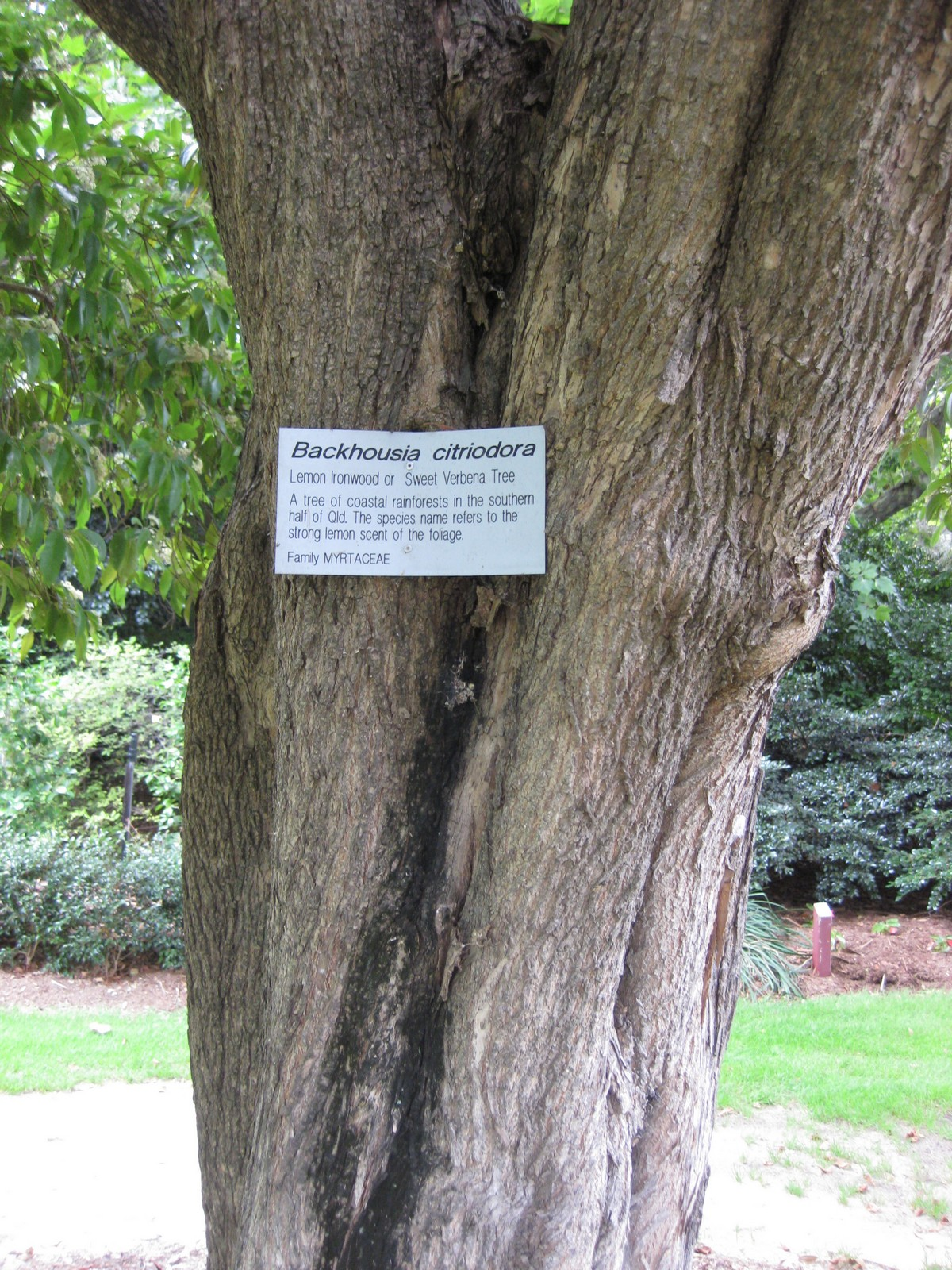
Detalle del tronco

## Crecimiento
Puede alcanzar 20 m  de altura, pero es con frecuencia más pequeño. Las hojas son  perennifolias, opuestas, lanceoladas, de 5-12 cm de largo y 15-25 mm de ancho, verdes brillosas, con un margen entero. Las flores son blancas cremosas, de 5–7 mm de diámetro, se producen en racimos en los extremos de las ramas desde el verano hasta el otoño, después de la caída del pétalo el cáliz es persistente.
El mirto de limón a veces se confunde con la "corteza de hierro de limón", la cual es Eucalyptus staigeriana. 

## Aceites esenciales
B.citriodora tiene dos quemotipos de aceites esenciales: 
- El quemotipo citral es más frecuente y se cultiva en Australia para sazonador y aceite esencial. El citral es un aislado del destilado al vapor del mirto limón y es típicamente el 90–98%, y la producción de aceite es 1–3% de la hoja fresca. Es la fuente natural más alta de citral.
- El quemotipo citronelal no es común, y puede ser usado como repelente de insectos.[2]

## Usos
Los aborigines australianos han usado el mirto limón por mucho tiempo, tanto en culinaria y como planta medicinal. El aceite tiene la más alta pureza de citral; típicamente más alta que la hierba limón. También se considera que tiene un aroma "más limpio y dulce" que las fuentes comparables de citral–hierba limón y Litsea cubeba.

### Culinaria
El mirto limón es una de los más conocidos saborizantes de la bushfood y a veces es mencionado como  "reina de las hierbas de limón" (Queen of the lemon herbs). La hoja con frecuencia se usa como trozos deshidratados, o en la forma de esencia de sabor encapsulada. Tiene un rango de usos, tales como pizcas de mirto limón en panqués; sazón en pastas; la hoja entera con pescado horneado; en infusiones en macadamia o en aceites vegetales; elaborado en thé, incluyendo mezclas de thés. Puede también ser usado como reemplazo de saborizante de limón en alimentos a base de leche, tales como pastel de queso, helados de sabor a limón y sorbetes sin el problema de coagulación asociado con la acidez de la  fruta de limón.
La hoja seca tiene la habilidad para buscar entre los radicales libres.

### Antimicrobiano
El aceite esencial de mirto limón posee propiedades antimicrobianas ; sin embargo el aceite esencial es tóxico para las células humanas in vitro. Cuando se diluye a aproximadamente 1%, la absorción a través de la piel y su daño subsecuente se piensa que es mínimo. El aceite de mirto limón tiene un alto coeficiente del Coeficiente Rideal-Walker, una medida de potency antimicrobiana. El uso del mirto limón como un tratamiento para lesiones de la piel causadas por el Molluscipoxvirus, una enfermedad que afecta a los niños y en pacientes con inmunodeficiencia, se ha investigado. Nueve de dieciséis pacientes que fueron tratados con el graduación de 10% de aceite de mirto limón mostraron una mejora significativa, comparado a ninguno en el grupo de control. El aceite es un ingrediente popular en el cuidado de la salud y productos de limpieza, especialmente en jabón, lociones y shampoo.

## Cultivo
El mirto limón es cultivado como planta ornamental. Puede ser cultivado desde el clima tropical al templado con inviernos suaves y se las puede arreglar en regiones más frías cuando se le protege de las heladas cuando joven. En cultivo raramente excede los 5 m y usualmente tiene una copa densa. La principal atracción para los jardineros es el olor a limón que emiten las hojas y flores del árbol. El mirto limón es una planta resistente que tolera todos los suelos menos los pobremente drenados. Puede ser de crecimiento lento pero responde bien a la liberación pausada de abonos.
La planta de mirto limón pasa por una etapa juvenil arbustiva, antes de desarrollar un tronco dominante. El mirto limón puede ser propagado desde semilla, pero pega lentamente. Los esquejes en crecimiento de los árboles maduros evitan la etapa juvenil arbustiva. La propagación por esqueje también es usada para proveer una consistencia en la producción.
En cultivo de plantaciones el árbol se mantiene como un arbusto por la cosecha regular de la parte superior y los lados. La cosecha mecánica es usada en plantaciones comerciales. Es importante retener algunas ramas inferiores cuando se le poda para la salud de la planta. Las hojas cosechadas son deshidratadas para especia de hoja, o destilada por su aceite esencial.
La mayoría del mirto limón comercial se cultiva en Queensland y la costa norte Nueva Gales del Sur, Australia.

## Historia del mirto limón
- Antes de 1788 – Los pueblos aborígenes usan B.citriodora como medicina y saborizante.
- 1853 – Nombrado científicamente Backhousia citriodora por el botánico, Ferdinand von Mueller, con el género nombrado en honor de su amigo, James Backhouse, misionero cuáqueros y botánico.
- 1888 – Se aísla el citral del aceite de B.citriodora,[10] y se escribe acerca del aceite esencial y su uso en el “futuro.”
- 1900s-1920s – B.citriodora se destila a baja escala comercial alrededor de Eumundi, Queensland.
- 1920s – El descubrimiento de cualidades antimicrobianas del aceite destilado al vapor de B.citriodora, por A.R. Penfold y R.Grant, Technological Museum, Sídney.
- 1940s –  La empresa Tarax Co. usa B.citriodora como saborizante de limón durante la Segunda Guerra Mundial.
- 1950s – Se realiza alguna producción en Queensland,[11] pero la pequeña industria fracasó.
- 1989 – Se investigó el potencial de B.citriodora como especia de hoja y su cultivo comercial para analizar las selecciones de B.citriodora usando Cromatografía de gases.[12]
- 1990 – Restaurantes y fabricantes de alimentos son provistos con hoja de B.citriodora.
- 1991 – Se establece la plantación de B.citriodora; y se produce la subsecuente provisión comercial de aceite de B.citriodora en 1993.
- 1997 –  Plantaciones a larga escala de B.citriodora se establecieron en el norte de Queensland.
- A finales de los 1990s – B.citriodora empieza a ser suministrada internacionalmente para una variedad de productos saborizantes, cosméticos y antimicrobianos. La producción agronómica de B.citriodora empieza a exceder la demanda.
- 2001 – Estándares para el aceite de B.citriodora establecidos por The Essential Oils Unit, Wollongbar, y Standards Australia.[13]
- 2004 – Monografíapublicada de B.citriodora por Toona Essential Oils pty Ltd.
- 2008 – El mirto limón se vende en Londres después de que Jamie Oliver lo destaca en su programa de televisión.

## Taxonomía
Backhousia citriodora fue descrita por Ferdinand von Mueller y publicado en Fragmenta Phytographiæ Australiæ 1: 78. 1859.
Etimología
Al mirto limón se le dio el nombre botánico Backhousia citriodora en 1853 en honor del botánico inglés, James Backhouse.
El nombre común refleja el fuerte olor a limón de las hojas aplastadas. "Mirto aroma de limón" (Lemon scented myrtle) fue el nombre común primario hasta que el nombre comercial abreviado comercial, "mirto limón", fue creado por la industria alimenticia australiana para comercializar la hoja para uso culinario. Mirto limón es ahora el nombre más común para la planta y sus productos.

## Lectura relacionada
1. Atkinson W, Brice H. (1955). «Antibacterial substances produced by flowering plants.». Aust. J. Exp. Biology 33: 547-54. doi:10.1038/icb.1955.56.
2. APNI Australian Plant Name Index